# Fortbildungsseminar für Fahranfänger
Das Fortbildungsseminar für Fahranfänger (FSF) war eine kostenpflichtige Weiterbildung, die in einigen Bundesländern von Deutschland angeboten wurde und die Möglichkeit bot, freiwillig das im Fahrschulunterricht erworbene Wissen und Können zu reflektieren, zu festigen und zu erweitern. Das FSF wurde in Fahrschulen angeboten, die dazu eine Lizenz besaßen. Der Fahrlehrer musste eine entsprechende Fortbildung absolviert haben, damit er seinen Schülern ein FSF anbieten durfte. Genutzt werden konnte es von Fahranfängern, welche mindestens sechs Monate eine Fahrerlaubnis auf Probe der Klasse B besaßen.
Mit dem Jahr 2011 wurde dieses Programm nicht verlängert.
Es bestand aus einem theoretischen Teil (3 Gruppensitzungen à 90 Minuten), sowie einem praktischen Teil (1 Übungs- und Beobachtungsfahrt à 60 Minuten und weiteren praktischen Sicherheitsübungen). Die praktischen Sicherheitsübungen (PSÜ) wurden von speziell ausgebildeten Moderatoren, meistens von Fahrsicherheitstrainern des Deutschen Verkehrssicherheitsrats (DVR) durchgeführt. Sie fanden in der Regel auf Verkehrsübungsplätzen statt und dauerten in der Regel 240 Minuten.
Durch die Teilnahme an einem FSF verkürzte sich die Probezeit um ein Jahr. Dies galt auch für auffällig gewordene Fahranfänger, deren Probezeit bereits um zwei Jahre verlängert wurde.
Fahranfänger, die in den Bundesländern Niedersachsen, Mecklenburg-Vorpommern oder Schleswig-Holstein ihren Erst-Wohnsitz hatten, konnten die Probezeit nicht durch ein FSF-Seminar verkürzen. Teilnehmen konnten diese in den anderen Ländern zwar, es hat aber keine Auswirkung auf die Probezeit.